# Chaim Michael Dov Weissmandl
Chaim Michael Dov Weissmandel (Debrecen, 25 ottobre 1903 – Mount Kisco, 29 novembre 1957) è stato un rabbino ungherese.
In Italia piuttosto noto come il rabbino Weissmandel, attualmente è conosciuto grazie a Codice Genesi, libro scritto da Michael Drosnin, che proclama la scoperta di vari tipi di codici nella Bibbia. In vita divenne famoso nel mondo ebraico per i suoi infaticabili sforzi tesi a salvare gli ebrei della Slovacchia dallo sterminio nazista durante l'Olocausto europeo.

## Biografia
Michael Dov Weissmandel nacque a Debrecen in Ungheria ma ben presto si trasferì nel territorio che corrisponde all'odierna Slovacchia. Nel 1931 si trasferì a Nitra per studiare nella scuola del rabbino Samuel David Ungar, avendone poco prima sposato la figlia. Molto atipico, era anche considerato un "ebreo oberlander" (proveniente dalle regioni centrali dell'Europa), un non-chassidico, ma comunque un ebreo con un forte senso religioso.

### Seconda guerra mondiale e Olocausto degli ebrei
Durante il periodo della seconda guerra mondiale, Weissmandl fu il leader non ufficiale del "Working Group" di Bratislava (vedere la prossima sezione). Nel 1944, Weissmandl e la sua famiglia vennero messi su un treno destinato ad Auschwitz, ma riuscì a fuggire dal treno ed a nascondersi in un bunker segreto in una zona suburbana di Bratislava. Negli ultimi giorni della guerra venne evacuato da un sistema di trasporto organizzato da Rudolf Kastner con il permesso dei tedeschi.
In seguito si trasferì negli Stati Uniti, dove assieme a quegli studenti della Nitra Yeshiva originale che furono così fortunati da sopravvivere all'Olocausto, si stabilì allo "Yeshiva Farm Settlement" nel Mount Kisco, stato di New York. La fattoria Yeshiva era modellata in base ai racconti talmudici degli insediamenti agricoli, dove ci si aspettava che l'uomo studiasse la Torah in continuazione fino ad arrivare a una età consona per il matrimonio, e che dopo essersi sposato ed aver formato una famiglia, avrebbe assistito la sua comunità, coltivando la terra durante il giorno e riservando la tarda serata e la notte per i suoi studi.

### Il "Gruppo di Lavoro"
Quando i nazisti, aiutati da membri del governo fantoccio slovacco, cominciarono le loro azioni contro i giudei slovacchi nel 1942, i membri dello Judenrat slovacco formarono un'organizzazione sotterranea chiamata il "Gruppo di Lavoro", guidata dal rabbino Weissmandl e da Gisi Fleischmann. La loro principale attività era quella di pagare grosse tangenti agli ufficiali tedeschi e slovacchi. Il percorso di fuga degli ebrei era di fatto stato fermato per un lungo tempo dopo che loro cominciarono a corrompere l'ufficiale nazista Dieter Wisliceny. Nonostante tutto, molti storici di accademia, in particolare Yehuda Bauer, credono che il trasporto sia stato dilazionato per altri motivi e che le somme di denaro spese in riscatti, in effetti abbiano avuto poca efficacia. Il Gruppo di Lavoro era anche responsabile dell'ambizioso ma sfortunato Europa Plan, che prevedeva l'acquisto di grandi numeri di giudei europei "comprati" ai loro carcerieri nazisti.

### Controversie
Dato che gli affari del Gruppo di Lavoro richiedevano un continuo rifornimento di grosse somme di denaro, questo si rivolse alle organizzazioni ebraiche internazionali in cerca di aiuto, tramite i suoi rappresentanti in Svizzera. Ed è qui che risiedono le radici di un aspro e continuato dibattito. Weissmandl sostenne che vennero forniti troppo pochi soldi e troppo in ritardo, e questo a causa dell'indifferenza di coloro ai quali erano stati chiesti. In particolare, egli accusò le organizzazioni sioniste di essersi rifiutate di aiutare nel salvataggio degli ebrei, a meno che questi non si trasferissero in Palestina (una condizione che i nazisti non erano disposti ad accettare). Weissmandl corroborò le sue accuse citando a memoria delle lettere, i cui originali in gran parte non sono mai stati trovati, e alcuni storici come Bauer dubitano dell'accuratezza dei suoi ricordi. Altri storici, come Fuchs a Kranzler, riconoscono la plausibilità delle parole di Weissmandl. Comunque alcune di queste lettere sono state trovate in seguito, e quando confrontate con le citazioni di Weissmandl, sono molto simili nei contenuti, anche se non identiche lettera per lettera.

## Libri scritti da Weissmandl
Due dei libri di Weissmandl vennero pubblicati postumi.
- Toras Chemed (Mt. Kisco, 1958) è un libro di scritti religiosi che include molti commenti ed omelie, così come materiale ermeneutico di natura cabalistica. In questo libro sono incluse alcune osservazioni che diedero luogo ai cosiddetti Codici nella Torah.
- Min HaMetzar (Jerusalem, 1960) è un libro che descrive le esperienze del Rabbino Weissmandl durante il tempo di guerra. Il titolo proviene dalle prime due parole del salmo 118:5, che significano "dalle profondità della disperazione", e più letteralmente "dagli stretti". Questa è la principale pubblicazione del rabbino Weissmandl dove appaiono le sue accuse contro le organizzazioni sioniste.